# Gnanitzalm
Die Gnanitzalm ist eine Alm in der Gemeinde Stainach-Pürgg im österreichischen Bundesland Steiermark. Die Alm ist im Besitz einer Agrargemeinschaft und liegt im Gnanitztal etwa 6 km östlich des Ortes Tauplitz, im Südteil des Toten Gebirges. Die Alm liegt in einer Seehöhe von 1100 m ü. A. am Zusammenfluss des Grimmingbachs und des Stubenbachs. Auf der Alm befinden sich mehrere Hütten, wobei die Johnsleitnerhütte und die Hechlhütte als Bewirtungsbetrieb geführt werden. Die 7 Bewirtschafter der Gnanitzalm treiben Milchkühe und Galtvieh auf. Die Milch wird täglich nach Tauplitz hinausgefahren.

## Wanderwege
- Vom Gnanitztal über die nicht öffentliche Forststraße zur Alm
- Unmarkierter Weg durch die Schlucht des Grimmingbachs vom Weg 209